# Boris Nikolaevič El'cin
Borís Nikoláevič Él'cin (IPA: bʌ'rʲis nʲikʌ'ɫajɪvʲit͡ʃ 'jelʲt͡sɪn; in russo Бори́с Никола́евич Е́льцин?; Butka, 1º febbraio 1931 – Mosca, 23 aprile 2007) è stato un politico sovietico, dal 1991 russo, dal 1991 al 1999 presidente della Russia.

## Biografia

### Origini e formazione
El'cin nacque il 1º febbraio 1931 nel villaggio di Butka, distretto di Talica, oblast' di Sverdlovsk, da Nikolaj Ignat'evič El'cin e da Klavdija Vasil'evna Starygina. 
Appassionato di armi, da ragazzino, rubò delle granate insieme a degli amici da una chiesa usata come deposito. Cercando di aprirla per studiarne l'interno, El'cin fece detonare una granata, perdendo così, insieme ad una falange del dito medio, il pollice e l’indice della mano sinistra. A causa di ciò evitò il servizio militare.
Nella cittadina natale completò le superiori per poi entrare al Politecnico di Sverdlovsk. Nel 1955 ottenne il diploma in ingegneria edile e per 13 anni lavorò come tale. Nel 1961 aderì al Partito Comunista dell'Unione Sovietica, di cui diventò funzionario nel 1968 e direttore della sezione edilizia dell'Obkom Kpss oblast' di Sverdlovsk.

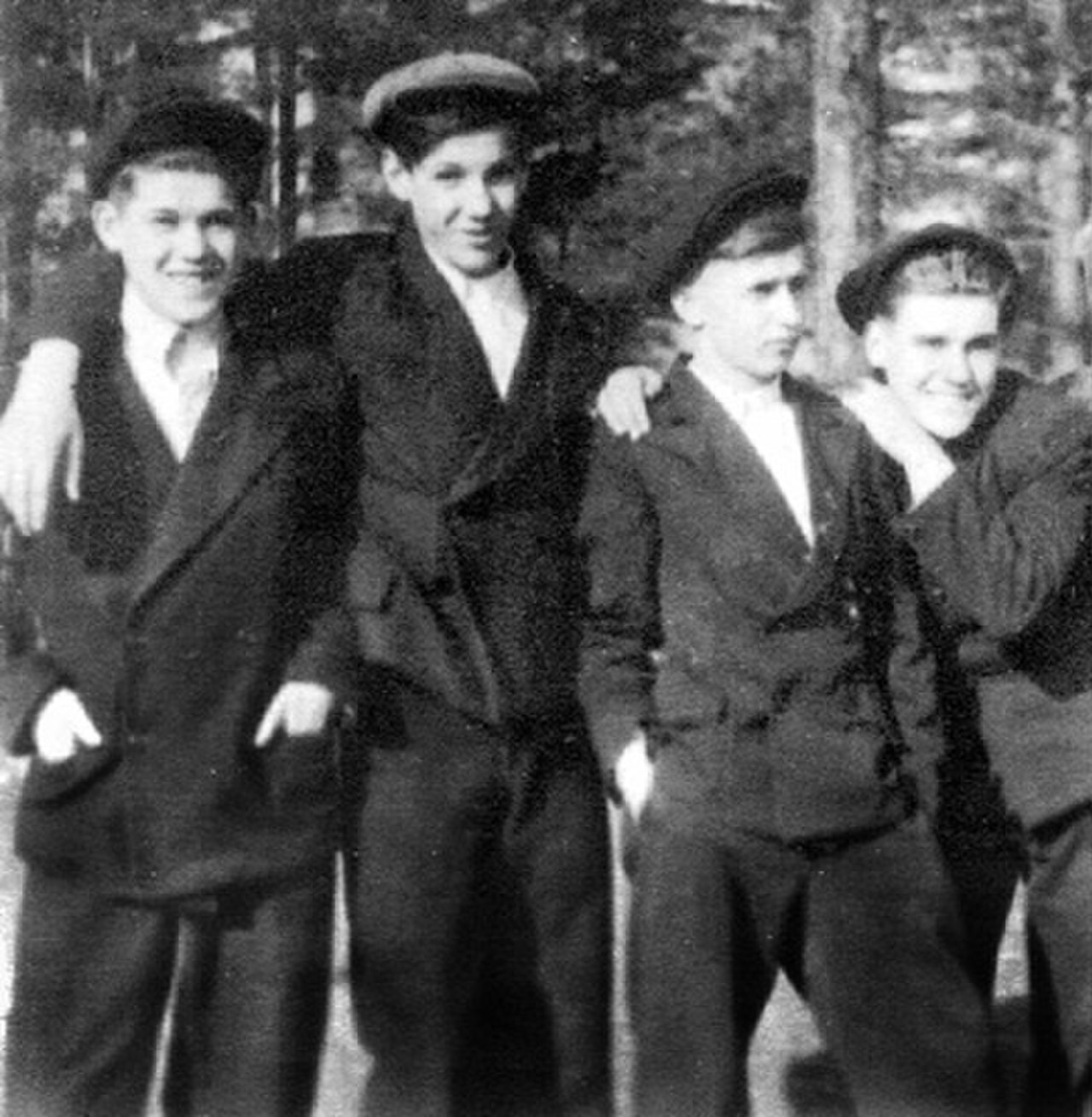
Boris El'cin (secondo da sinistra) da giovane

Nel 1975 diventò segretario regionale fino al 1976, venendo promosso a primo segretario fino al 1985. In questo tempo riuscì a convincere il Politburo ad iniziare la costruzione della metropolitana, che però ebbe come conseguenza la demolizione della Casa Ipat'ev, l'edificio dove fu ucciso l'ultimo zar di Russia, Nicola II, insieme alla sua famiglia.
Proseguendo nella carriera del partito, il 24 dicembre 1985 venne promosso a segretario della sezione di Mosca. Da qui continuò a lanciare critiche alla lentezza delle riforme che Gorbačëv stava effettuando, e due anni dopo entrò in contrasto con il Politburo durante il plenario del Comitato Centrale del KPSS con un discorso che criticava direttamente i membri del Politburo, particolarmente Ligačëv e Gorbačëv, e quindi nel novembre del 1987 venne destituito. Dal 1987 al 1989 fu ministro del governo dell'URSS.

### L'ingresso in parlamento e il tentato golpe del 1991
Nel marzo del 1989 venne eletto deputato al Congresso dei Deputati del Popolo dell'Unione Sovietica e nel maggio del 1990 fu nominato Presidente del Soviet Supremo della Repubblica Socialista Federativa Sovietica Russa.
Nel giugno del 1990 dichiarò la sovranità della Russia, dimettendosi dal Partito Comunista dell'Unione Sovietica e il 12 giugno 1991, El'cin venne eletto, con il 57% dei voti, Presidente della Federazione Russa. Con la sua elezione a Presidente della Russia, egli divenne rivale di Gorbačëv e deciso a imprimere un ritmo più radicale al processo riformatore. Nell'agosto 1991, in una condizione di confusione e catastrofica situazione economica, i comunisti conservatori azzardarono l'estremo tentativo di un colpo di Stato, che fallì per la resistenza opposta a Mosca, guidata fermamente da El'cin, e per il rifiuto di Gorbačëv - tenuto prigioniero nella sua dacia - di aderire alle richieste dei golpisti.
L'evento - che rafforzò l'immagine di El'cin a discapito di Gorbačëv, emarginato ed accusato d'aver avuto all'interno nel suo entourage i reazionari del golpe - è passato alla storia con due immagini fotografiche: El'cin che sale sul carro armato dal quale arringa la folla contro i golpisti, e, due giorni dopo, El'cin che punta il dito indice contro Gorbačëv in una seduta del Congresso in cui dettò le sue condizioni di trionfatore politico della crisi. Il Partito Comunista venne messo al bando e i suoi beni confiscati. Il progetto di Gorbačëv di salvare l'U.R.S.S. fallì ed il 25 dicembre 1991 rassegnò le dimissioni; il giorno dopo l'Unione delle Repubbliche Socialiste Sovietiche cessò formalmente di esistere.

### La crisi istituzionale del 1993
Nell'autunno del 1993 lo scontro fra istituzioni, per determinare i centri di potere dell'era post-sovietica e la natura delle riforme economiche, culminò in una sanguinosa crisi politica. El'cin, a capo del movimento politico che propugnava la necessità di massicce privatizzazioni, venne duramente contrastato dal Parlamento. Osteggiato dall'opposizione riguardo ai poteri presidenziali del Decreto delle riforme e minacciato di incriminazione, il Presidente "sciolse" il parlamento il 21 settembre, con un decreto illegale, bocciato dalla corte costituzionale (riconosciuto illegale anche dall'Italia) che per il parlamento non solo non aveva alcun valore, ma costituiva un atto gravissimo. Il 22 settembre il Parlamento dichiarò allora El'cin deposto e nominò Aleksandr Ruckoj presidente ad interim.
La tensione si alzò rapidamente e la crisi giunse all'epilogo dopo i disordini del 2 e 3 ottobre, durante numerose manifestazioni popolari di protesta contro le privatizzazioni e le liberalizzazioni.  Il 4 ottobre El'cin ordinò alle teste di cuoio russe e ad unità d'elite dell'esercito di bombardare e assaltare il palazzo del Parlamento, soprannominato "Casa Bianca". Con i carri armati schierati contro i difensori del parlamento, armati solo di pistole e fucili, l'esito fu subito scontato. Al termine di un duro scontro Ruckoj, Ruslan Chasbulatov e gli altri parlamentari asserragliati si arresero, venendo immediatamente arrestati e imprigionati.
Il bilancio ufficiale della giornata è di circa 150 morti, anche se secondo molti giornalisti russi si tratta di centinaia. Il bilancio di 1.500 morti è considerato da alcune fonti il più credibile. Lo stato di emergenza è stato revocato solo il 18 ottobre, tre giorni dopo che Boris El'cin aveva annunciato un referendum sulla Costituzione e le elezioni parlamentari. Entrambe le elezioni sono previste per il 12 dicembre 1993. In precedenza, il Presidente ha sospeso le attività della Corte costituzionale e ha vietato i giornali dell'opposizione. Sulla scia della repressione dell'opposizione politica, a Mosca è stata avviata una retata di immigrati illegali, soprattutto caucasici, con l'arresto di 25.000 persone.
El'cin, comunque, non venne mai processato per questo fatto. Con tale accadimento il periodo di transizione giunse al termine: una nuova costituzione fu approvata da un referendum nel dicembre 1993, conferendo alla Russia un sistema politico fortemente presidenziale, e le privatizzazioni proseguirono. I leader dei parlamentari furono rilasciati senza lo svolgimento di alcun processo il 26 febbraio dell'anno successivo, ma non assunsero più alcun ruolo di aperta opposizione. Anche se gli scontri con l'esecutivo avrebbero potuto riprendere, il nuovo parlamento russo si ritrovò da allora con poteri estremamente circoscritti.

### La rielezione del 1996 e le dimissioni del 1999
Nel 1996 Boris El'cin venne riconfermato presidente, in un paese in cui l'economia faticava a riprendersi, la povertà era sempre più diffusa, scoppiavano focolai di guerra (come la Cecenia) e la malavita organizzata aumentava. Si stima che la sua campagna elettorale in quell'anno sia costata 600 milioni di dollari, a causa della diffusione sempre maggiore dei mezzi di informazione nella Federazione Russa che determinava un vertiginoso aumento dei costi delle campagne elettorali.
Sono stati denunciati brogli e alcuni, tra cui Dmitrij Medvedev, hanno sostenuto che le elezioni non sono state vinte da El'cin, ma da Zjuganov. Secondo Noam Chomsky ed Edward Herman, la popolarità di Boris El'cin alla vigilia delle elezioni era solo dell'8%, il che conferma i sospetti di brogli massicci.
La giornalista Tania Rachmanova riconosce che se El'cin, nonostante un pesante handicap - meno del 10% delle intenzioni di voto alla partenza, ultimo dei candidati in corsa - è riuscito nel tour de force di uscire vincitore, ciò è dovuto in parte al sostegno incrollabile degli oligarchi (tra cui Boris Berezovskij) - che avevano tutto da temere da un ritorno dei comunisti - che hanno fornito un sostegno finanziario senza precedenti (tra 1 e 1,5 miliardi di dollari) e in parte all'intervento di specialisti della comunicazione e altri spin-doctor nella preparazione della campagna.
Anche il presidente statunitense Bill Clinton si è impegnato nella campagna. È intervenuto presso il Fondo Monetario Internazionale (FMI) per ottenere un prestito di 10,2 miliardi di dollari per la Russia durante il periodo preelettorale. Consiglieri statunitensi sono stati anche inviati, su istruzioni della Casa Bianca, a unirsi al team della campagna elettorale dell'allora impopolarissimo presidente russo per insegnare nuove tecniche di propaganda elettorale. Anche diversi governi europei hanno manifestato il loro sostegno a Boris El'cin. Il primo ministro francese Alain Juppé ha visitato Mosca il 14 febbraio, giorno in cui è stata annunciata la candidatura di El'cin, e ha dichiarato di volere che la campagna elettorale sia "un'opportunità per mettere in evidenza i risultati della politica di riforme del presidente El'cin". Lo stesso giorno il cancelliere tedesco Helmut Kohl si è recato a Mosca, dove ha presentato El'cin come "un partner assolutamente affidabile che ha sempre rispettato i suoi impegni".

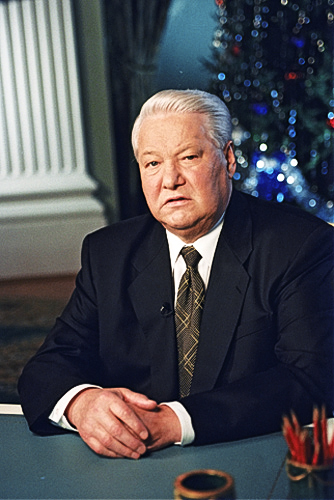
Boris El'cin annuncia alla televisione russa le sue dimissioni il 31 dicembre 1999

Con una salute precaria, segnata dal notevole abuso di alcool e fumo, con un'economia nazionale vicina alla rovina e con la corruzione pubblica in aumento, il 31 dicembre 1999 Boris El'cin si dimise da presidente russo, indicando Vladimir Putin come suo successore.

### Gli ultimi anni e la morte
Dopo la caduta, Boris El'cin apparve rare volte in pubblico, mentre politicamente rimase sostenitore del suo successore, Vladimir Putin. Nel settembre del 2002 ribadì la sua innocenza nei casi di corruzione a lui imputati e si disse orgoglioso delle decisioni prese in passato, dichiarando di non voler più prender parte alla politica attiva e rifiutando la candidatura al Parlamento russo offertagli da Russia Unita, il partito di Putin.

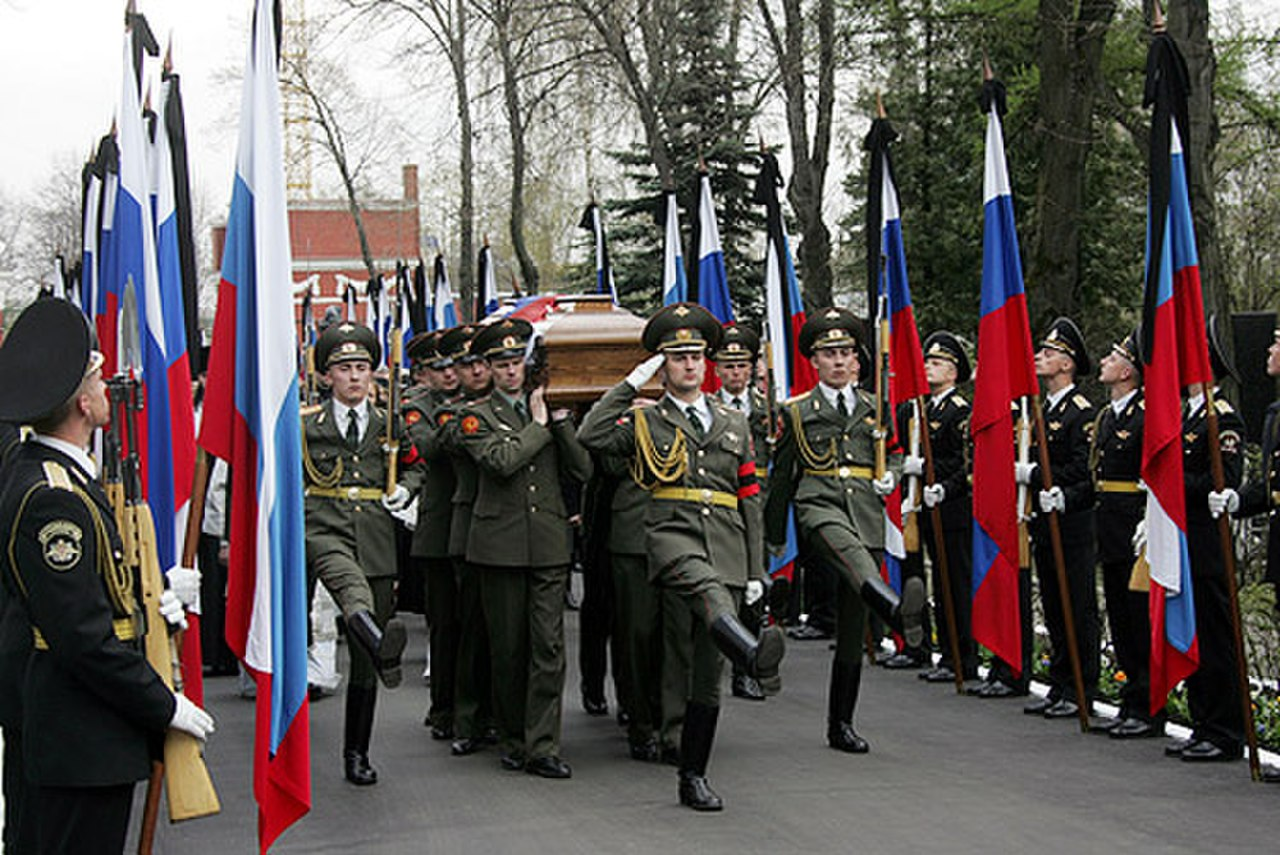
Il funerale, celebrato il 25 aprile 2007

Già fragile di salute per l'alcolismo e il fumo, malato di cuore (nel 1996 aveva subito un quintuplo by-pass), di ipertensione e con grossi problemi all'apparato circolatorio, il 16 aprile 2007 fu colpito da un infarto al quale sopravvisse, venendo ricoverato all'ospedale di Mosca. La notizia non fu resa pubblica. Il 20 aprile venne dimesso dal reparto di rianimazione, nonostante dovesse sottoporsi ad un altro intervento chirurgico al cuore, programmato per il mese successivo. Tuttavia, il 23 aprile alle ore 15:53 locali, fu vittima di un altro infarto, questa volta fatale. L'autopsia, su richiesta dei parenti, non è stata effettuata.

La tomba di Boris El'cin

## Accuse sui legami con gli Stati Uniti
Nel 2021, l'ex vicepresidente russo Aleksandr Ruckoj ha dichiarato che 12 dipendenti della CIA hanno contribuito a realizzare le storiche riforme capitalistiche "El'cin-Gajdar", la "terapia shock", smantellando sistematicamente il sistema economico pianificato e portando il Paese al collasso economico dei primi anni novanta.
Ruslan Chasbulatov, ex Presidente del Parlamento della Russia, che ha svolto un ruolo centrale negli eventi che hanno portato alla crisi costituzionale russa del 1993, ha dichiarato che El'cin era circondato da "centinaia" di agenti della CIA che gli dicevano cosa fare durante il suo mandato di leader. Nel 1991, sarebbe stato eletto al suo posto di leadership grazie all'aiuto di Washington. "Hanno deciso tutto", aggiungendo che, dopo aver vinto le elezioni presidenziali, El'cin avrebbe inviato funzionari della sicurezza e capi di dipartimento negli Stati Uniti in modo che gli statunitensi potessero "esaminarli" e "trarre conclusioni". Secondo Chasbulatov, i legami tra El'cin ed i funzionari statunitensi hanno persino influenzato l'ex presidente nelle sostituzioni di un numero considerevole dei suoi nominati. "Nel complesso, Ruckoj ha assolutamente ragione: El'cin è stato consigliato da stranieri", ha continuato. "Non c'è nessun segreto qui, e un gran numero di persone lo sa. [...] El'cin era solito conferire molto da vicino su tutte le questioni relative al personale con i rappresentanti stranieri". Questa mossa sarebbe stata sostenuta da Washington, per mantenere il Partito Comunista lontano dal potere nel nuovo Stato russo.